# Tasibalu (Ort)
Tasibalu ist ein osttimoresischer Ort im Suco Carabau (Verwaltungsamt Bobonaro, Gemeinde Bobonaro). Das Dorf liegt im Westen der Aldeia Tasibalu, auf einer Meereshöhe von 710 m. Die Häuser verteilen sich entlang der Überlandstraße von Maliana nach Zumalai. Westlich des Flusses Loumea liegt das Nachbardorf Udu-Ai, südlich im Suco Lepo der Ort Biatuma. Nördlich befindet sich der Berg Udu-Ai (880 m).
In Tasibalu befindet sich eine Grundschule.